# Троарн
Троа́рн (фр. Troarn) — муніципалітет у Франції, у регіоні Нормандія, департамент Кальвадос. Населення — 3446 осіб (01.01.2021).
Муніципалітет розташований на відстані близько 190 км на захід від Парижа, 14 км на схід від Кана.

## Історія
До 2015 року муніципалітет перебував у складі регіону Нижня Нормандія. Від 1 січня 2016 року належав до нового об'єднаного регіону Нормандія.
1-1-2017 Троарн і Саннервіль було об'єднано в новий муніципалітет Салін. 31 грудня 2017 року адміністративний суд відмінив це злиття. 

## Демографія
Динаміка населення (Insee ):
Розподіл населення за віком та статтю (2006):
| Стать | Всього | До 15 років | 15-24 | 25-44 | 45-64 | 65-85 | Понад 85 |
| --- | ------ | ----------- | ----- | ----- | ----- | ----- | -------- |
| Чоловіки | 1794   | 432         | 203   | 491   | 405   | 235   | 28       |
| Жінки | 1829   | 373         | 188   | 531   | 404   | 278   | 55       |
| \| Статево-вікова піраміда \| Статево-вікова піраміда \| Статево-вікова піраміда \| \| ----------------------- \| ----------------------- \| ----------------------- \| \| Чоловіки \| Вік \| Жінки \| \| 28 \| 85 + \| 55 \| \| 24 \| 80-84 \| 43 \| \| 43 \| 75-79 \| 63 \| \| 86 \| 70-74 \| 86 \| \| 82 \| 65-69 \| 86 \| \| 79 \| 60-64 \| 82 \| \| 90 \| 55-59 \| 118 \| \| 110 \| 50-54 \| 106 \| \| 126 \| 45-49 \| 98 \| \| 118 \| 40-44 \| 157 \| \| 150 \| 35-39 \| 130 \| \| 141 \| 30-34 \| 165 \| \| 82 \| 25-29 \| 79 \| \| 94 \| 20-24 \| 86 \| \| 109 \| 15-20 \| 102 \| \| 114 \| 10-14 \| 102 \| \| 145 \| 5-9 \| 149 \| \| 173 \| 0-4 \| 122 \| |        |             |       |       |       |       |          |
| Статево-вікова піраміда |        |             |       |       |       |       |          |
| Чоловіки | Вік    | Жінки       |       |       |       |       |          |
| 28 | 85 +   | 55          |       |       |       |       |          |
| 24 | 80-84  | 43          |       |       |       |       |          |
| 43 | 75-79  | 63          |       |       |       |       |          |
| 86 | 70-74  | 86          |       |       |       |       |          |
| 82 | 65-69  | 86          |       |       |       |       |          |
| 79 | 60-64  | 82          |       |       |       |       |          |
| 90 | 55-59  | 118         |       |       |       |       |          |
| 110 | 50-54  | 106         |       |       |       |       |          |
| 126 | 45-49  | 98          |       |       |       |       |          |
| 118 | 40-44  | 157         |       |       |       |       |          |
| 150 | 35-39  | 130         |       |       |       |       |          |
| 141 | 30-34  | 165         |       |       |       |       |          |
| 82 | 25-29  | 79          |       |       |       |       |          |
| 94 | 20-24  | 86          |       |       |       |       |          |
| 109 | 15-20  | 102         |       |       |       |       |          |
| 114 | 10-14  | 102         |       |       |       |       |          |
| 145 | 5-9    | 149         |       |       |       |       |          |
| 173 | 0-4    | 122         |       |       |       |       |          |

## Економіка
2010 року серед 2205 осіб працездатного віку (15—64 років) 1650 були активними, 555 — неактивними (показник активності 74,8%, у 1999 році було 67,4%). З 1650 активних мешканців працювали 1523 особи (792 чоловіки та 731 жінка), безробітними було 127 (56 чоловіків та 71 жінка). Серед 555 неактивних 197 осіб було учнями чи студентами, 239 — пенсіонерами, 119 були неактивними з інших причин.

У 2010 році в муніципалітеті числилось 1404 оподатковані домогосподарства, у яких проживали 3614,0 особи, медіана доходів виносила 19 169 євро на одного особоспоживача